# Benakanakoppa, Nargund
Benakanakoppa là một làng thuộc tehsil Nargund, huyện Gadag, bang Karnataka, Ấn Độ.